# 萨拉·贾米森
萨拉·贾米森（英語：Sarah Jamieson，1975年3月24日—），澳大利亚女子田径运动员。她曾代表澳大利亚参加2006年英联邦运动会田径比赛，获得一枚银牌。她也曾参加2000年、2004年和2008年夏季奥林匹克运动会。